# Kreisgericht Kempen
Das Kreisgericht Kempen  war von 1849 bis 1878 ein preußisches Kreisgericht mit Sitz in Kempen.

## Geschichte
In Kempen bestand bis 1849 das Land- und Stadtgericht Kempen. Nach der Märzrevolution wurde dieses Gericht aufgehoben und in der ganzen Provinz Posen einheitlich Kreisgerichte gebildet. In Kempen entstand so das Kreisgericht Kempen. Es war eines von 16 Kreisgerichten im Sprengel des Appellationsgerichts Posen.
Der Sprengel des Kreisgerichts Kempen umfasste den Kreis Schildberg mit den Städten Baranow, Grabow, Kempen, Mixstadt und Schildberg mit 55.184 Gerichtseingesessenen (1861), Das zuständige Schwurgericht war das Kreisgericht Ostrowo. Gerichtstage wurden in Grabow und Schildberg gehalten. Das Gericht bestand aus einem Direktor und acht Kreisrichtern.
Im Rahmen der Reichsjustizgesetze wurde das Gerichtswesen in Deutschland 1879 vereinheitlicht. Damit wurde das Kreisgericht Kempen aufgehoben und das königlich preußische Amtsgericht Kempen mit Wirkung zum 1. Oktober 1879 als eines von acht Amtsgerichten im Bezirk des Landgerichtes Meseritz als Nachfolger gebildet.